# Colorados da Bolívia
O Regimento de Infantaria RI-1 Colorados da Bolívia é uma unidade militar do Exército Boliviano que se constitui como regimento escolta presidencial cuja missão específica é resguardar a segurança e integridade física do Presidente do Estado plurinacional e a cujo cargo se encontra a custodia do Palácio de Governo e Residência Presidencial.
Conta com dois batalhões de infantaria que são o BI-201 e BI-202 com seus respectivos quartéis. O quartel-central Calama, localizado na rua do mesmo nome onde funcionam os escritórios centrais da unidade e o centro de recrutamento. O quartel Olhador com assento no cerro de Quilli Quilli, zona da Villa Pavón, é um centro de adestramento em diversas áreas de especialização como assalto, apoio, proteção de pessoas, primeiros socorros, etc. Este regimento é considerado como o mais representativo do Exército Boliviano, por seus feitos realizados e o significado que tem na memória histórica do povo boliviano.

## História
Este corpo militar tem suas origens em 1821, ano em que o guerrilheiro altoperuano José Miguel Lança organizou uma milícia independentista nos territórios que hoje são parte da República da Bolívia. Em suas fileiras figuraram alguns personagens que posteriormente seriam importantes na história boliviana entre outros José Ballivian, Mariano Torrelio e Manuel Deheza.
A primeira referência a este corpo aparece em 1857 quando figura como Batalhão "Colorados" 39 de Linha se convertendo desde então numa unidade de elite do exército boliviano. O ideólogo deste corpo de infantaria foi o então Coronel Plácido Yáñez, que fora responsável pela Matança do Loreto (23 de outubro de 1861), quem impôs uma disciplina férrea em extremo. Recorda-se muitas vezes que ele foi quem dispôs a proibição de sair em licença durante o primeiro mês de instrução.
Yáñez tinha como lema O amor às armas entra com sangue, o que lhe servia para justificar inclusive a morte de quem pediam sua baixa ou morriam em decorrência do adestramento. Foi mediante esta dura aprendizagem e disciplina que se formou uma unidade de tipo pretoriana que depois poria no poder ou manteria nele a vários caudilhos militares desde Belzu até Daza, que o sustentaram como um corpo profissional e permanente lhe dando tratamento preferencial. Contando com o apoio dos Colorados, Hilarión Daza derrubou o presidente Agustín Morais em 1876 assumindo dali em diante a presidência da Bolívia. Os Colorados converteram-se desde então no braço armado que manteve a Daza no poder. A maioria de seus membros eram compadres ou apadrinhados do mesmo. De seus 593 praças, 370 ostentavam um grau superior ao de soldado e recebiam o pagamento de comandantes. Por este motivo eram conhecidos popularmente como os Colorados de Daza.

### Guerra do Pacífico

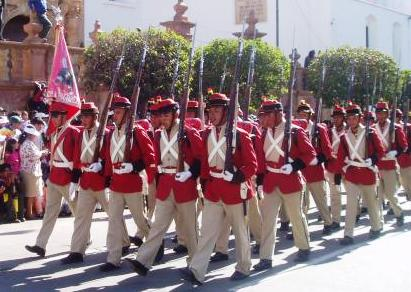
Colorados em desfile pela cidade de Sucre, vestindo seu tradicional uniforme do século XIX.

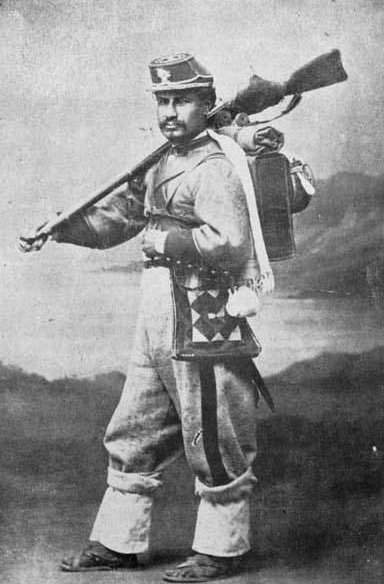
Colorado da Bolívia em 1879: note-se que leva ojotas (sandálias) e chuspa (bolsa de lã), roupas usadas pelos indígenas como parte de sua cultura.

Ao estourar a Guerra do Pacífico, o exército boliviano estava composto de dois esquadrões de cavalaria, uma bateria de artilharia e três batalhões de infantaria sendo os Colorados o N.º 1 de Linha. Seu armamento consistia em fuzis Remington enquanto os outros batalhões, dada a pouca confiança que inspiravam ao presidente, se encontravam armados em sua maioria de antiquados fuzis de antecarga.
No final de 1879, o exército boliviano ao comando do presidente Daza, foi mobilizado para Tacna onde se reuniu com o exército peruano ao comando de seu presidente, Mariano Ignacio Prado. Depois da captura do monitor Huáscar e o início da campanha terrestre, marcharam junto ao resto do exército boliviano de Arica a Tarapacá em apoio das forças peruano-bolivianas do general Juan Buendía, que se encontravam prontas a enfrentar o exército chileno na estação de Dolores. No entanto o temor de Daza de que as tropas que lhe sustentavam no poder fossem dizimadas e isto fosse aproveitado por seus inimigos internos para o derrubar, fez que à altura do rio Camarones desse meia volta e contra-marchara para Arica abandonando a Buendía à sua sorte. Estas notícias desmoralizaram o exército aliado e depois da derrota em Dolores as tropas bolivianas dispersaram-se por completo em direção a Oruro. Esta ação é conhecida na história como a Traição de Camarones. Segundo o general boliviano Juan José Pérez (morto posteriormente na Batalha de Tacna) quando os soldados perguntaram a Daza como é que iriam contra-marchar sem ter vingado a seus irmãos mortos em Pisagua este os enganou dizendo que o presidente Prado os precisava para defender Sama (ao norte de Arica) que supostamente ia ser atacada pelos chilenos ao igual que Pisagua. Com isso, os Colorados concordaram em dar a volta.
Como consequência deste comportamento desleal, Daza foi derrubado por suas próprias tropas pouco depois, assumindo o comando do exército o General Narciso Campero. Para evitar que seguisse sendo conhecido como Colorados de Daza, o batalhão foi renomeado "Aliança N.º 1".

#### Batalha do Alto da Aliança
A ocasião na que finalmente o Batalhão Colorados teria a oportunidade de demonstrar toda sua capacidade foi na Batalha do Alto da Aliança na planície localizada ao norte da cidade de Tacna. Ali enfrentaram-se 8.500 peruanos e 5.150 bolivianos com 23 peças de artilharia contra 14.147 chilenos, dos quais combateram somente 9.000 pois a reserva não conseguiu participar. As forças chilenas contavam com 41 peças de artilharia.
O Batalhão Colorados constituía o ala direita do dispositivo aliado, mas ao meio dia de 26 de maio de 1880 recebeu a ordem de transladar ao ala esquerda, onde flaqueava a defesa aliada ante o ataque das divisões chilenas dos coronéis Barceló e Amengual. Sua missão era reforçar aos aliados e arremeter contra o inimigo, ao que procurou atemorizar com o famoso grito de "tremam rotos que aqui entram os Colorados da Bolívia".
«O batalhão Buin, famoso entre os chilenos, avançou resolutamente e o grito foi ouvido em suas fileiras: onde estão os Colorados? Estes não eram homens que se faziam esperar em tais ocasiões. Eles também avançam e após um fogo pesado, ganhando terreno, brandem a baioneta e atacam com admirável coragem. Podia ser visto ali no chão e banhado de sangue um grupo formado por um Colorado e um de Buin, cuja baioneta estava presa em seu peito perto de seu ombro esquerdo, enquanto o Colorado havia inserido a sua na virilha direita do chileno, encontrando ali ambos reciprocamente inutilizados.»— Capitão argentino Florencio del Mármol "Recuerdos de Bolivia".
«A ordem de avanço foi cumprida passando sobre cadáveres cuja visão inflamava o ardor patriótico de nossos soldados, o combate se repetiu ali com tanto ímpeto e bravura que após 17 minutos de fogo mortal a linha foi restabelecida, os batalhões inimigos Esmeralda, Santiago e Navales... tiveram que nos ceder terreno, fugindo em fuga vergonhosa e colocados em completa derrota pelos bravos do 1º da Bolívia, o fogo compacto e nutrido não conseguiu assustá-los, nem fez parte alguma... para que eles arrebataram ao inimigo suas peças de canhão... as peças tomadas e ainda quentes eram dois Krupp de maior calibre, três menores e uma metralhadora desmontada e caída, todos com suas respectivas munições, fuzis abandonados pelo pânico do adversário, três bandeiras... era um espetáculo grandioso e exemplar... Avançávamos e avançávamos espalhando cada vez mais medo nas destroçadas fileiras inimigas, passando sobre cadáveres e fuzis abandonados, mas apresentando-se muito logo a numerosa cavalaria inimiga, que com uma corrida rápida e por esquadrões lançava sobre nós a carga... os brilhantes quadros de infantaria que para alguns permaneciam proscritos da tática moderna devido à precisão das armas destes últimos tempos nos serviram ali mais uma vez para mostrar aos nossos inimigos a destreza e a pujança de nossos soldados... no impetuoso avanço de seus cavalos o inimigo chegou a quinze metros de nós: armado de baioneta, uma descarga que parecia ter sido feita por um único homem a recebeu e depois outra e outra, uniformes e tremendas, a covarde cavalaria virou as caras em menos tempo do que leva para dizê-lo... Estrondosos vivas para a Aliança, ao Peru e Bolívia acompanhavam este glorioso incidente de combate...»— Relatório do Coronel Ildefonso Murguia ao Ministro da Guerra da Bolívia, Oruro 13 de agosto de 1880
«Meu batalhão estava na vanguarda de toda a primeira divisão, seguido pelo Navales, Esmeralda e Chillán. Assim que chegamos à última colina, avisto os famosos Colorados. Sofremos várias baixas, na batalha fomos derrotados porque uma grande reserva veio para os Colorados. Nossas forças já estavam dizimadas e as munições quase esgotadas. Valparaíso e Navales estavam todos juntos após a retirada, mas guiados pela coragem inimitável do bravo Coronel Urriola, fomos capazes de nos reorganizar e atacar com todas as nossas forças.»— Relato de um soldado chileno, extrato de El Mercurio de Valparaíso Nros. 15974-15975.

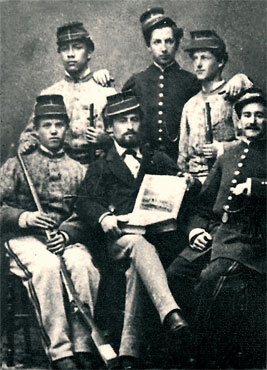
Oficiais e soldados do Batalhão Colorados da Bolívia durante a Guerra do Pacífico.

Pese ao sucesso inicial cedo as tropas chilenas em retirada conseguiram reorganizar-se e remuniciar-se. Reforçadas por uma nova divisão ao comando do Coronel Amunátegui voltaram ao ataque, a superioridade material e militar finalmente impôs-se e a batalha foi perdida. Ao ser destruído o único exército com que contava, a Bolívia se retirou da Guerra do Pacífico. Entre os Colorados famosos nesta batalha, achava-se Juan Pinto que era  tamboreiro no regimento, além do Coronel Ildefonso Murguía Anze que conduziu os Colorados durante a batalha.
Em lembrança aos soldados que lançando-se com suas armas carregadas e baionetas caladas venceram a quatro corpos de exército e a uma carga de cavalaria (formando um quadrado de infantaria) e às centenas que morreram, já que foram os primeiros a sair, se instituiu o 26 de maio como no Dia da Infantaria.

### Guerra do Acre
Na Guerra do Acre a unidade participou como parte integrante do Exército Nacional ao comando do Presidente José Manuel Pando.

### Guerra do Chaco

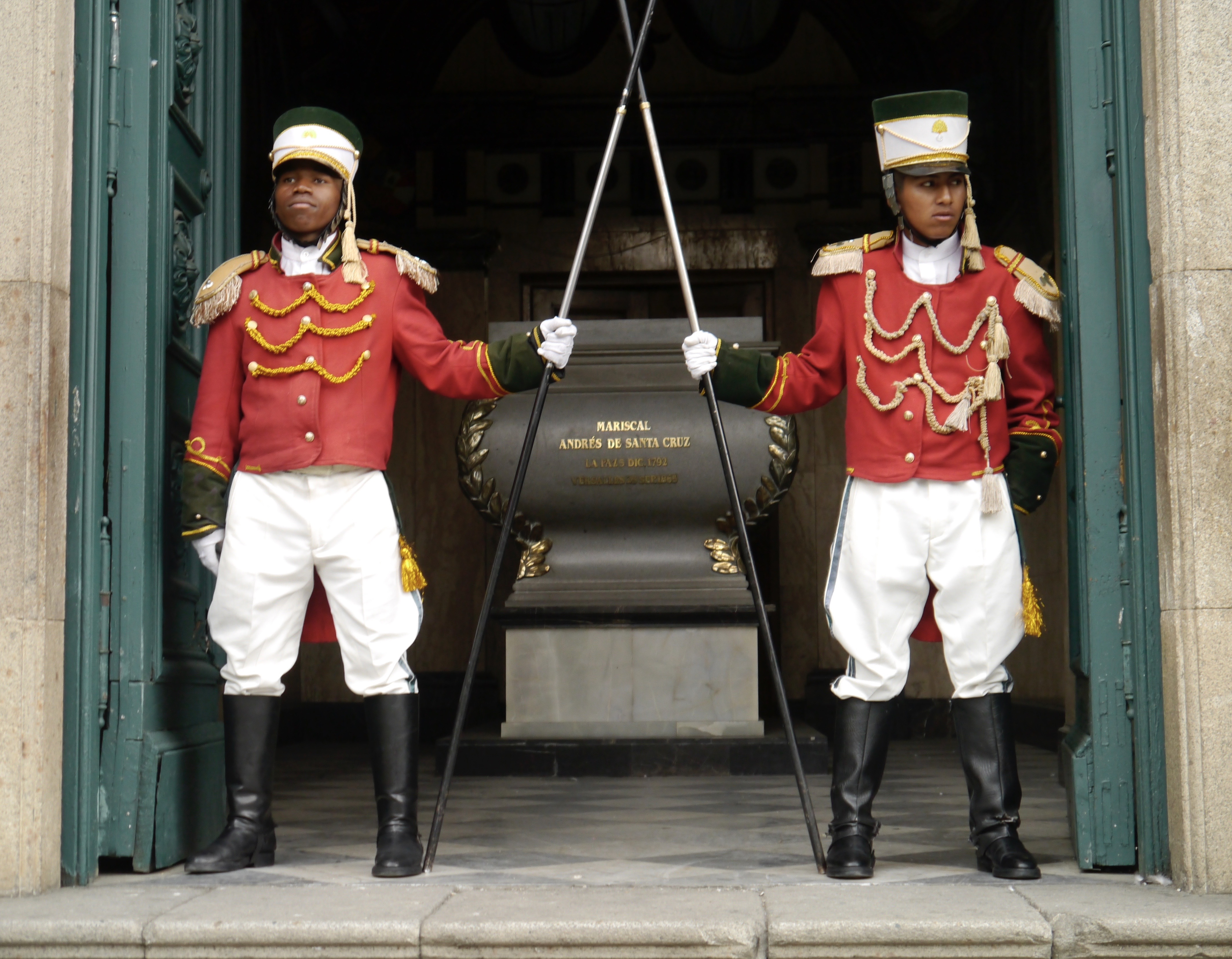
Dois Colorados da Bolívia guardam a tumba do Marechal Andrés de Santa Cruz, 2013.

Na Guerra do Chaco, agora já elevado a nível de regimento, participou em diferentes batalhas. Em 18 de julho de 1932, dada as escassas forças no sudeste chaqüenho, o presidente Salamanca sugeriu ao General Osorio, que o Regimento Colorados, que se encontrava entre Ingavi e Picuiba, abrindo um caminho, se transladasse para Muñoz-Arce. Osorio opôs-se a dar cumprimento a essa ordem e apresentou sua renúncia que foi aceita por Salamanca. Resultou inexplicável para Salamanca a obstinação de Osorio tendo em conta, disse, que essa unidade «não tinha mais que o prestígio de seu glorioso nome» e ainda que, como outros regimentos, se encontrava em etapa de instrução militar, tivesse ajudado nesse setor onde, mês e meio depois, iniciar-se-ia a guerra.
Afetado moralmente pelo violento combate do 10 de dezembro de 1932, em Quilómetro Sete, juntamente com o RI-25, abandonou sua posição dirigindo-se para Saavedra. O Tenente-Coronel Bretel ordenou à artilharia que contivesse esta deserção, o que se conseguiu apontando os canhões diretamente à tropa. Em 21 de janeiro de 1933 figurou no ataque frontal ao fortim Fernández (Herrera) onde foi dizimado por seus defensores. Os sobreviventes foram distribuídos em outros regimentos e seu nome passou ao Regimento 41.
Na Primeira Batalha de Nanawa chegou pelo sul até o setor das cozinhas do fortim paraguaio mas foi desalojado depois de um combate corpo-a-corpo e sofreu fortes perdas na retirada ao não ser apoiado por forças amigas.
Em 3 e 4 de dezembro de 1933 foi enviado pelo General Kundt a conter a massa de manobra paraguaia que tinha cortado o caminho Alihuatá-Saavedra à altura do km 31 mas foi derrotado por essas forças que eram muito superiores. Em 11 de dezembro de 1933, em Campo Vía, realizou uma última tentativa de romper o cerco mas foi rechaçado com pesadas baixas resultando gravemente ferido seu comandante, o Major Sinforiano Bilbao Rioja. Figurou na lista de regimentos que se renderam no cerco de Campo Vía, em 11 de dezembro de 1933.
Em maio de 1934, destacou-se na Batalha de Cañada Strongest onde cercou e obrigou a capitular um batalhão do regimento "Lomas Valentinas" do exército paraguaio.Participou da defesa do setor Ballivián em meados de 1934:
«Deve-se notar que a fadiga e outros fatores [...] quebrou em mais de uma vez o moral de nossas aguerridas unidades [...] dois dias depois [10 de julho de 1934], o desenvolvimento de uma operação destinada a envolver o inimigo em suas posições foi prejudicado pela dissolução do regimento Colorados, um dos melhores do 1º. Corpo de Exército [...].»— Oficial boliviano Hugo René Pol (en Pol, 1945, pág. 91)

«Será menester apuntar que la fatiga y otros factores [...] quebró en más de una vez la moral de nuestras aguerridas unidades [...] dos días después [10 de julio de 1934], el desarrollo de una operación tendiente a envolver al enemigo en sus posiciones nos fue malogrado por el desbande del regimiento Colorados, uno de los mejores del 1er. Cuerpo de Ejército [...].»
Oficial boliviano Hugo René Pol (en Pol, 1945, pág. 91)

### Luta contra a guerrilha
Contra a guerrilha de Che Guevara em Ñancahuazú teve destacada participação em Overá, Lequira, El Espino e Muchiri. Também participou contra a Guerrilha de Teoponte.

## Homenagem

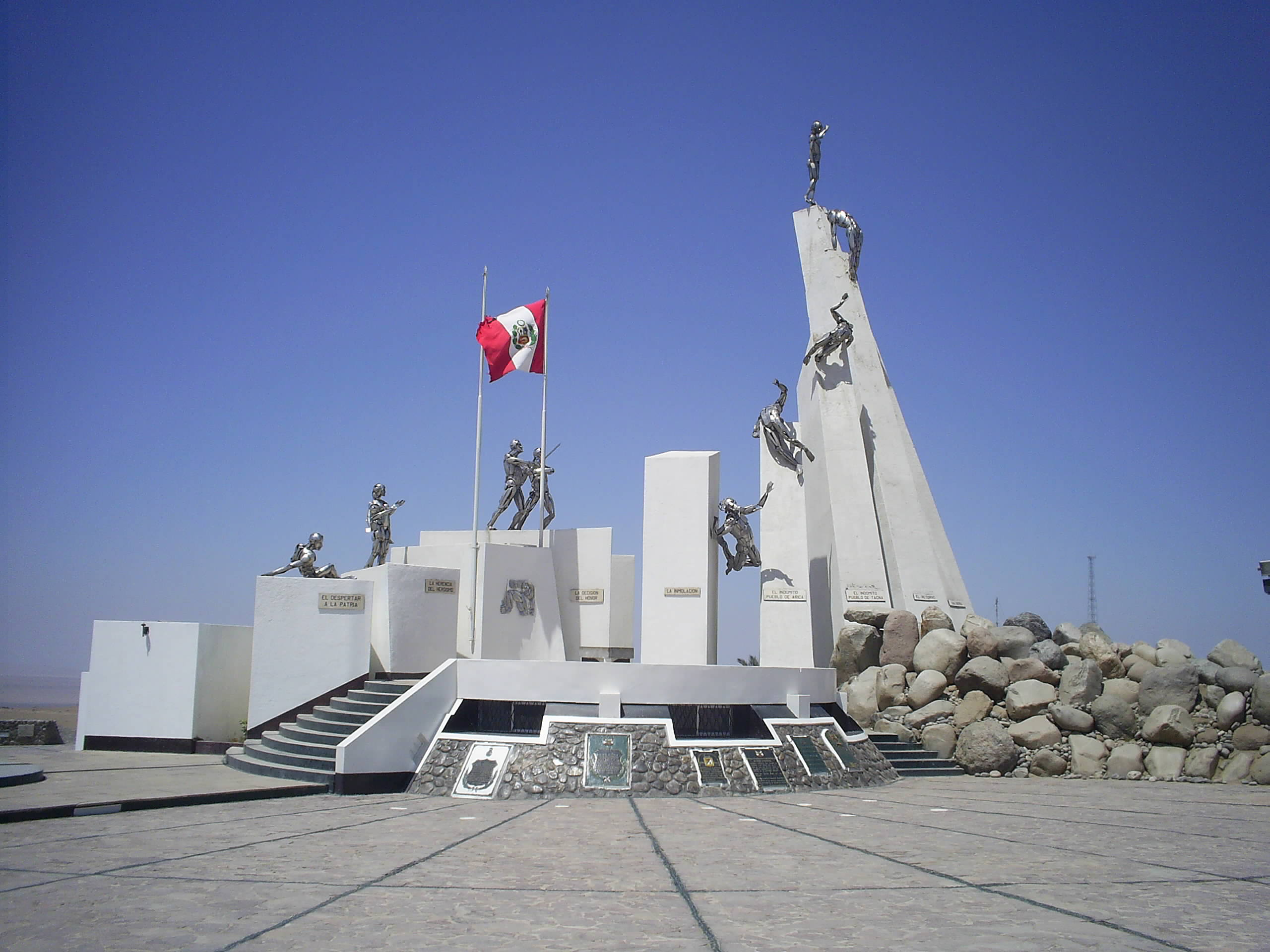
Monumento à Batalha do Alto da Aliança no Cerro Intiorko, em Tacna.

- A Lei Nº 2922, promulgada pelo governo do presidente Carlos Mesa em 26 de novembro de 2004, declarou Herói Nacional o Coronel Ildefonso Murguía Anze, Comandantes, Classes e Soldados do batalhão Colorados da Bolívia, por sua valente e patriótica ação na Batalha do Alto da Aliança.[14]

- É uma tradição anual que uma delegação do regimento Colorados da Bolívia participe da cerimónia realizada a cada 26 de maio no Alto da Aliança onde aconteceu a Batalha de Tacna, localizado ao norte de Tacna, na qual, depois de içar os pavilhões de ambas nações, se entoam seus respectivos hinos e se colocam oferendas florais em honra aos soldados peruanos e bolivianos caídos na batalha. No ano de 2009 esta tradição foi rompida pelo governo do presidente Evo Morais, que alegando tensões diplomáticas, pelo asilo político concedido no Peru a três ex-ministros do Governo de Gonzalo Sánchez de Lozada, não permitiu a participação da delegação boliviana nos atos protocolares.[15]

## Lemas
Tradicionalmente o lema oficial do Exército Boliviano tem sido Subordinación e Constancia. Viva Bolívia! (Subordinação e Constância. Viva a Bolívia!) no entanto em março de 2010 o presidente Evo Morais ordenou sua substituição pelo lema socialista Patria o Muerte. ¡Venceremos! (Pátria ou Morte. Venceremos!). Essa medida gerou uma profunda polêmica na Bolívia, encontrando a rejeição da oposição, por considerar que se tratava de impor a doutrina política do partido de governo no exército, e gerando mal-estar em ex-altos comandantes do mesmo, por tratar de um lema introduzido no país pelo guerrilheiro comunista Ernesto "Che" Guevara, que fora tomado prisioneiro e assassinado pelo exército boliviano em 1967. A controvérsia pareceu superar-se com a vigência oficial e paralela dos dois lemas mas voltou a ressurgir numa cerimônia oficial levada a cabo em Cochabamba em 22 de abril de 2010, quando o presidente venezuelano Hugo Chávez, depois de cumprimentar os Colorados da Bolívia, lançou o grito Pátria ou Morte em duas ocasiões sem que este fosse respondido pelos soldados.